# Bernskotten
Bernskotten war eine Ortslage in der bergischen Großstadt Solingen. Sie geht auf einen dort befindlichen Schleifkotten zurück.

## Lage
Der Bernskotten befand sich im Westen des Stadtbezirks Burg/Höhscheid abseits städtischer Bebauung im Pilghauser Bachtal. Dieses liegt zwischen dem Katternberger und dem Höhscheider Riedel im Stadtteil Höhscheid. Die Wüstung des Kottens befindet sich südlich von Mittelkatternberg und nördlich von Neuenhaus an einem Nordufer des Bachs. Unmittelbar daran vorbei führt heute ein Wanderweg durch das Pilghauser Bachtal, sichtbare Spuren des Kottens sind keine erhalten.
Benachbarte Orte sind bzw. waren (von Nord nach West): Obenkatternberg, Michelshäuschen, Pilghauser Kotten, Bauermannskulle, Neuenhaus, Neuenhauser Kotten, Unten- und Mittelkatternberg.

## Geschichte
Der namensgebende Bernskotten, der ursprünglich auch als Katternberger Kotten bezeichnet wurde, wurde als Schleifkotten am Ufer des Pilghauser Bachs errichtet. Sein Name ist von dem Katternberger Bäcker Karl Wilhelm Berns abgeleitet, der im Jahre 1846 die Konzession zur Errichtung des Kottens auf seinem Grundstück in den Höhscheiderwiesen beantragte.
Der Ort ist aufgrund seiner Größe und dem frühzeitigen Abriss des Kottens bereits um 1890 auf kaum einer Karte verzeichnet. Die Charte von der Bürgermeisterei Höhscheid, Kr. Solingen, Reg-Bez. Düsseldorf von 1830 verzeichnet den später ergänzten Standort des Bernskottens jedoch unbenannt neben dem Ort U. Katternberg am Ufer des Pilghauser Bachs. Die Preußische Neuaufnahme von 1892 verzeichnet den Ort hingegen nicht mehr. Der Ort gehörte der Bürgermeisterei Höhscheid an, die im Jahre 1856 das Stadtrecht erhielt, und lag dort in der Flur I. Katternberg.
Mit der Eröffnung einer Dampfschleiferei an der Hossenhauser Straße im Ortsteil Untenkatternberg im Jahre 1889 verlor der verkehrsungüstig im Tal gelegene Bernskotten für die Schleifer seine Attraktivität. Nach unterschiedlichen Quellen verfiel der Kotten daher um 1890 bzw. brannte in den 1890er Jahren ab und wurde nicht wieder aufgebaut, wodurch der Ort brach fiel. Der Ortsname ist im Solinger Stadtplan nicht mehr verzeichnet.